# Rothschild & Co
Pour les articles homonymes, voir Paris-Orléans.
Rothschild & Co, précédemment nommée Paris Orléans, est une holding  contrôlée par les branches française et anglaise de la famille Rothschild.
L'entreprise est présente dans les activités suivantes : le conseil financier, l'activité de banque privée et gestion d'actifs et le capital-investissement et dette privée.
À l'origine, la compagnie Paris Orléans, l'ancien nom de Rothschild & Co, possède le second réseau privé de chemins de fer. Il est nationalisé en 1938. En 1984, la famille Rothschild transforme ce qui reste de la société en banque. En avril 2015, Paris Orléans est renommée Rothschild & Co.

## Historique
Avant d'être une importante holding, la Compagnie du Chemin de fer de Paris à Orléans est une société privée de chemins de fer, dont la gare centrale se situe le long des quais de Paris (la gare d'Orsay, devenue le musée d'Orsay, et dont le fronton est encore orné du monogramme « P.O. »). 
Cette compagnie de chemin de fer, qui, à l'origine, devait relier Paris à Corbeil-Essonnes puis à Orléans, s'étend rapidement dans tout le Sud-Ouest de la France, et dans une partie de l'Ouest (jusqu'à Bordeaux et Quimper), et connaît une grande expansion, notamment à partir de 1862, lorsque l'ingénieur en chef des travaux publics Antoine-Émile Solacroup (1821-1880) en devient le directeur général, de 1862 à sa mort, survenue à Nice.
Avant la nationalisation des réseaux privés de chemins de fer en France réalisée en 1938, sous l'égide de la Société nationale des chemins de fer français (SNCF), le « P.O. » est le second réseau privé de chemins de fer en France.
À la suite des nationalisations sous le mandat du président de la République François Mitterrand, la banque Rothschild est nationalisée en 1982 pour un montant de 440 millions de francs. Représentant environ un tiers de l'actionnariat, la famille de Guy de Rothschild perçoit donc 150 millions de francs. Dans une tribune publiée dans le journal Le Monde en 1981, Guy de Rothschild déclare: « Juif sous Pétain, paria sous Mitterrand, pour moi cela suffit. »
À la suite de la nationalisation, David de Rothschild relance l'activité familiale via la société Paris Orléans, une ancienne compagnie ferroviaire acquise par James de Rothschild dans les années 1850, devenue holding. Il s'agit initialement non pas d'une nouvelle banque d'affaires, mais d'une maison de titres spécialisée dans la gestion de portefeuille. La structure est dirigée par David de Rothschild et son cousin Eric de Rothschild.
David et Eric de Rothschild ne totalisent que 30 millions de francs de capital lorsqu'ils reprennent Paris Orléans. Comme le rapporte Les Echos: « C'est beaucoup pour une fortune personnelle, mais rien pour une banque qui a besoin d'une grande surface financière. ». Paris Orléans reçoit alors des injections de capitaux de la part d'Evelyn de Rothschild (leader de la branche anglaise de la famille), d'Edmond de Rothschild (fondateur du groupe financier suisse Edmond de Rothschlid), du financier britannique Jimmy Goldsmith et du banquier marseillais Martin Maurel (la banque avait déjà soutenu les Rothschild durant la seconde guerre mondiale et sera rachetée par le groupe Rothschild & Co en 2017).
En 1984, la famille Rothschild récupère une licence bancaire, grâce notamment au soutien de Robert Badinter, et transforme Paris Orléans en une banque, la P.O. Gestion, qui deviendra Rothschild & Cie, pendant la première cohabitation sous le gouvernement de Jacques Chirac, détenue par la holding Paris Orléans.
Au milieu des années 1980, Paris Orléans Banque n'est encore qu'une modeste boutique spécialisée dans les fusions-acquisitions, le conseil et le montage d'opérations financières et les services de gestion de fortune. Mais David de Rothschild ne cache plus son ambition : il veut bâtir un nouveau Lazard, la référence des banques d'affaires. Ainsi, la banque Rothschild monte peu à peu en puissance avec la première cohabitation qui lui permet de conseiller la privatisation de Paribas et de Matra en 1986. En 1986, Rothschild recrute Jean-Charles Naouri, ancien directeur de cabinet du Ministre des Finances, Pierre Bérégovoy.
À la fin des années 1980 et au début des années 1990, la banque Rothschild signe plusieurs coups d'éclat. En 1989, elle recrute Jean-Claude Meyer, associé-gérant chez Lazard. En 1990, elle conseille Jacobs Suchard dans sa fusion avec Kraft. 
En 1993, Rothschild conseille la privatisation de Renault. Dans cette opération à la forte portée symbolique, Rothschild apparaît au grand jour comme une alternative crédible à Lazard.
En 1995, Rothschild recrute Nicolas Bazire, l'ancien directeur de cabinet du Premier ministre Édouard Balladur, et Gérard Worms, ancien président de Suez, tous les deux en qualité d'associé-gérant.
Pour la période 1995-1997, Rothschild se classe 4e du palmarès des banques d'affaires pour les opérations M&A en France derrière Lazard, Morgan Stanley et Goldman Sachs.
En 1997, Rothschild & Cie recrute Lionel Zinsou et François Henrot en tant qu'associé-gérant,. François Henrot supervise notamment le rapprochement non-capitalistique avec le groupe américain AIG afin de permettre au groupe Rothschild de se lancer sur le marché des financements structurés. Lionel Zinsou travaille sur l'internationalisation de la banque, il supervise par exemple l'ouverture d'un bureau à Dubaï en 2006, le premier bureau du groupe au Moyen-Orient.
Les riches carnets d'adresse de ses associés-gérants recrutés dans les années 1990, notamment Gérard Worms et François Henrot, permettent à Rothschild de travailler sur presque toutes les grandes opérations de fusions acquisitions en France ou presque. Pour Les Echos : « Rothschild & Cie est alors solidement installée au sommet de la banque d'affaires en France, elle n'en descendra plus. »
En 1998, Rothschild & Cie dépasse Lazard pour la première fois depuis la nationalisation de 1982 et prend la première place du classement des banques d'affaires pour le conseil des opérations M&A en France.
En 2001, le groupe crée Rothschild Transaction R, une équipe de banquiers d'affaires spécialisés dans le conseil M&A sur les opérations smallcap et midcap,. Rothschild devient rapidement le leader en France sur ce segment. Ainsi en 2007, Rothschild Transaction R est la banque qui a conseillé le plus d'opérations M&A inférieures à 500 millions d'euros en France.
En 2003, Evelyn de Rothschild nomme David de Rothschild à la tête de la banque NM Rothschild, ce qui marque le début du rapprochement de la branche anglaise et de la branche française de la famille.
En 2004, la branche française de la famille Rothschild fusionne ses deux holding cotés Francarep et Paris Orléans afin de simplifier l'organigramme de la structure du groupe. Paris Orléans, actionnaire à hauteur de 74% de Francarep, absorbe effectivement Francarep en octobre 2004.
Durant les années 2000, David de Rothschild reçoit un appel de Bob Greenhill, fondateur de la banque d'affaires Greenhill & Co, qui lui fait rencontrer Richard Fuld, alors PDG de Lehman Brothers, et lui propose de fusionner les activités de Rothschild à celles de Lehman. Cela permettrait notamment à la banque Rothschild de s'implanter aux États-Unis, marché sur lequel elle n'a alors presque aucune activité. Souhaitant rester indépendant et ne voulant pas être dilué, David de Rothschild refuse la proposition.
En 2008, Paris Orléans sort du capital du centre commercial polonais Manufaktura.
En 2009, Rothschild diversifie ses activités et se lance dans le capital-investissement. Alexandre de Rothschild, fils de David de Rothschild, fait à 29 ans son entrée dans le groupe en rejoignant l'équipe d'investissement de cette nouvelle division.
En avril 2012, David de Rothschild consolide les activités des différentes branches familiales en fusionnant la branche anglaise (la banque d'affaires NM Rothschild) et la branche française (Paris Orléans). À la suite de la fusion, la valorisation de Paris Orléans passe de 550 millions d'euros à 1 milliard d'euros,.
En novembre 2013, R Capital Management, un fonds d'investissement de « Growth Equity »,  s’émancipe du Groupe Rothschild, son actionnaire majoritaire, et se renomme Keensight Capital,.
En septembre 2015, le groupe Paris Orléans de David de Rothschild est renommé Rothschild & Co. Ce nouveau nom est approuvé par 87% des actionnaires du groupe. Le groupe Edmond de Rothschild (dirigé par Ariane de Rothschild, épouse de Benjamin de Rothschild, le cousin de David de Rothschild),  détenteur de 7,83% du capital et de 10,57% des droits de vote de Paris Orléans vote contre estimant que cela « revient à accaparer le nom de famille Rothschild par un usage sans élément distinctif et alimentant la confusion entre les Groupe ». En mars 2015, le groupe Edmond de Rothschild avait assigné en justice devant le Tribunal de grande instance de Paris l'entreprise de David de Rothschild, accusée de « préempter » le célèbre patronyme familial,.
En 2016, Rothschild & Co rachète la banque d'affaires belge L&Co Belgium,.
Le 2 janvier 2017, Rothschild & Co fusionne avec la compagnie financière Martin Maurel en l'absorbant.
En 2018, Alexandre de Rothschild remplace son père David de Rothschild à la tête de Rothschild & Co. Il annonce la constitution d'une équipe d'une cinquantaine de banquiers basés à Palo Alto destinée aux entreprises technologiques. En 2018, François Pérol quitte la présidence du directoire du Groupe BPCE pour rejoindre Rothschild & Co et officier en tant Co-Président du Comité Exécutif du Groupe Rothschild.
En juin 2018, après trois ans de procès opposant Rothschild & Co au groupe de gestion d'actifs suisse Edmond de Rothschild, un compromis signé par les deux groupes financiers précise clairement l’utilisation du nom Rothschild. Il est dorénavant interdit d’utiliser le nom seul – une victoire pour Ariane de Rothschild qui réclamait précisément l’ajout d’un élément distinctif au légendaire patronyme. Ainsi, la banque d’affaires parisienne, dirigée dorénavant par Alexandre de Rothschild devra ajouter le suffixe «& Co»: elle portera la marque Rothschild & Co. Les adresses email –se terminant par rothschild.com– changeront. Et les marques telles «Rothschild Private Wealth» n’auront plus lieu d’être. Dorénavant distincts par le nom, les deux groupes ont dans le même temps coupé les attaches capitalistiques qui les reliaient –des participations croisées héritées de l’histoire des deux banques: un souvenir du coup de pouce donné par Edmond de Rothschild au jeune David de Rothschild lorsqu'il remonta une banque à Paris, après la nationalisation de 1982.
En 2019, Rothschild & Co acquiert la banque d'affaires britannique Livingstone afin de renforcer sa présence sur le marché midcap au Royaume-Uni.
En février 2023, il est annoncé par la holding Concordia que la famille Rothschild souhaite retirer l'entreprise Rothschild & Co de la Bourse. Le retrait de la cote se ferait au prix de 48 € par action soit un premium de 19 % par rapport au cours de clôture avant l'annonce. Cela valoriserait le groupe Rothschild & Co à 3,7 milliards d'euros (la holding Paris Orléans était valorisée à seulement 10 millions d'euros en 1982). La famille Rothschild possède 54,5 % du groupe dont 38,9 % via la holding Concordia,. Paris Orléans (renommée Rothschild & Co en 2015) était cotée à la bourse de Paris depuis 1838 et avait été acquise par James de Rothschild en 1850 ; il s'agissait à l'époque d'une compagnie ferroviaire.
En septembre 2023, la famille de Rothschild et ses co-investisseurs sortent Rothschild & Co de la bourse de Paris après avoir effectivement racheté 95% du capital de la banque au cours d'une OPA.

## Actionnaires
Liste des principaux actionnaires au 20 octobre 2019.
| Rothschild Concordia (holding)  | 32,0% |
| Rothschild & Co (auto-contrôle) | 8,30% |
| Maurel Bernard (famille)        | 5,45% |
| Jardine Matheson Holdings       | 5,44% |
| De Edouard E A Rothschild       | 5,23% |
| Baron Éric de Rothschild        | 1,40% |
| Benjamin de Rothschild          | 1,28% |
| François Henrot                 | 0,98% |
| Olivier Pécoux                  | 0,56% |
| Laurent Baril                   | 0,52% |

## Activités

### Activités bancaires
Le holding Concordia BV regroupe les activités bancaires du groupe Rothschild. À la suite du rachat des participations minoritaires de janvier 2008, il est désormais contrôlé à 100 % par Paris Orléans.
Les activités bancaires du groupe Rothschild s’articulent autour de quatre métiers :
- La banque d’affaires au sens large (Investment Banking), qui regroupe l’activité de conseil en fusions-acquisitions, le conseil en financement et en restructuration, le marché primaire actions et le placement privé de dettes et d’actions. Sur l'activité de conseil M&A, Rothschild & Co est le #1 en France aussi bien sur le nombre d'opérations conseillées que sur le montant total des transactions[40],[41],[42], et est généralement classé dans le top 5 en Europe[43].
- La banque privée (Wealth Management) appelée Rothschild Martin Maurel Banque Privée qui gère la fortune d'entrepreneurs, de family offices, de fondations et associations.
- La gestion d'actifs (Asset Management) qui propose des solutions d'investissement et des services sur-mesure à l’attention d’une clientèle institutionnelle, d’intermédiaires financier et de conseillers en gestion de patrimoine. Cette division dispose de 22 milliards d'euros d'actifs sous gestion[44].
- Le capital-investissement (Merchant Banking) : Division dénommée Five Arrows, il s'agit d'une plateforme d'investissement multi-stratégies avec 15,7 milliards d'euros d'encours (en croissance de près de 30% par an depuis 2009) dont 1,3 milliard apporté par les fonds propres du groupe Rothschild & Co. Les activités sont séparées entre le private equity (6,8 milliards d'euros d'encours) et la dette privée (8,9 milliards d'euros d'encours)[45]. Rothschild Five Arrows est le 4e fonds de private equity en France le plus attractif auprès des étudiants des Grandes Écoles de commerce et d'ingénieurs derrière Blackstone, Ardian et Goldman Sachs PIA mais devant Bain Capital, KKR et Carlyle[46].